# 미나미나가오카역
미나미나가오카역(일본어: 南長岡駅)은 일본 니가타현 나가오카시에 있는, 일본화물철도의 철도역이다. 신에쓰 본선이 지나간다.

## 역 구조
지상역이다. 가운데로 복선 구조의 신에쓰 본선이 지나가며, 본선 서쪽으로 화물 설비가 있다. 본선 동쪽으로는 동일본 여객철도 나가오카 차량 센터가 있으며, 차량기지 옆으로 조에쓰 신칸센이 지나간다.

## 취급 화물
- 컨테이너 화물 (12피트, 20피트 대형 컨테이너)
- 일본 정부 지정 산업폐기물, 특별관리산업폐기물

## 역세권 정보
- 나가오카시청 사이와이초 출장소
- 국도 제352호선

## 역사
- 1931년 7월 11일 일본국유철도의 나가오카 조차장이 세워졌다.
- 1966년 1월 10일 - 미나미나가오카 화물역이 설치되었다.
- 1985년 3월 5일 - 미나미나가오카 역과 나가오카 조차장이 통합되었다.
- 1987년 4월 1일 - 민영화에 따라 일본화물철도의 소속이 되었다.

## 인접역
| 동일본 여객철도 신에쓰 본선 | 동일본 여객철도 신에쓰 본선 | 동일본 여객철도 신에쓰 본선 |
| --------------------------- | --------------------------- | --------------------------- |
| 미야우치 나오에쓰 방면      |                             | 나가오카 니가타 방면        |